# Emperador de Japón
El emperador de Japón (天皇 tennō?,  lit., «soberano celestial») es el jefe de Estado y el símbolo constitucionalmente reconocido de la nación japonesa y de la unidad de su pueblo. Es la cabeza de la familia imperial japonesa, la familia real de Japón. El actual emperador es Naruhito, desde 2019, vitalicio.
El emperador de Japón no tuvo poder real durante la mayor parte de la antigüedad. Es solo un símbolo del feudalismo. El poder está controlado por familias poderosas, que a su vez controlan al pueblo japonés. Este sistema ha continuado hasta nuestros días.
El papel del emperador de Japón oscilaba hasta mediados del siglo XX entre un clérigo de alto rango con grandes poderes simbólicos y un auténtico gobernante imperial. Ha existido un culto imperial (Arahitogami) que considera al tennō como sumo sacerdote mediador entre los hombres y la divinidad, debido a sus cercanos lazos con los dioses japoneses (lazos de herencia). La violencia y las operaciones militares han sido considerados incompatibles con el papel del tennō al menos durante 14 siglos: por ello los monarcas japoneses no han actuado como comandantes militares, al contrario de lo habitual en Occidente. La principal función del emperador durante la mayor parte de los últimos mil años habitualmente ha sido la de simplemente autorizar u otorgar legitimidad a aquellos situados en el poder. Desde mediados del siglo XIX, la residencia oficial del emperador es el palacio de Kōkyo, localizado en el centro de Tokio. Anteriormente, los emperadores residían en Kioto.
Bajo la Constitución moderna de Japón, el emperador se ha convertido en una figura ceremonial y simbólica con funciones similares a las de un jefe de Estado en una monarquía constitucional (ver Política de Japón), también con poderes claves de arbitraje y representación internacional del Estado. Sin embargo, la constitución japonesa atribuye expresamente la jefatura de gobierno al primer ministro.
Ciertos datos y fechas referentes a la institución imperial son objeto de discusión entre los historiadores japoneses. Muchos emperadores citados en la lista de emperadores de Japón murieron a una edad muy temprana y difícilmente se puede considerar que hubieran "gobernado" de verdad. Otros fueron eclipsados por sus predecesores, los cuales se habían retirado aparentemente a un monasterio pero continuaron ejerciendo su influencia, en un proceso llamado "reinado enclaustrado". De todos modos, es importante mantener la lista oficial entera, porque incluso hoy día la forma habitual de datación en la historia japonesa es por los reinados de los emperadores.

## Historia

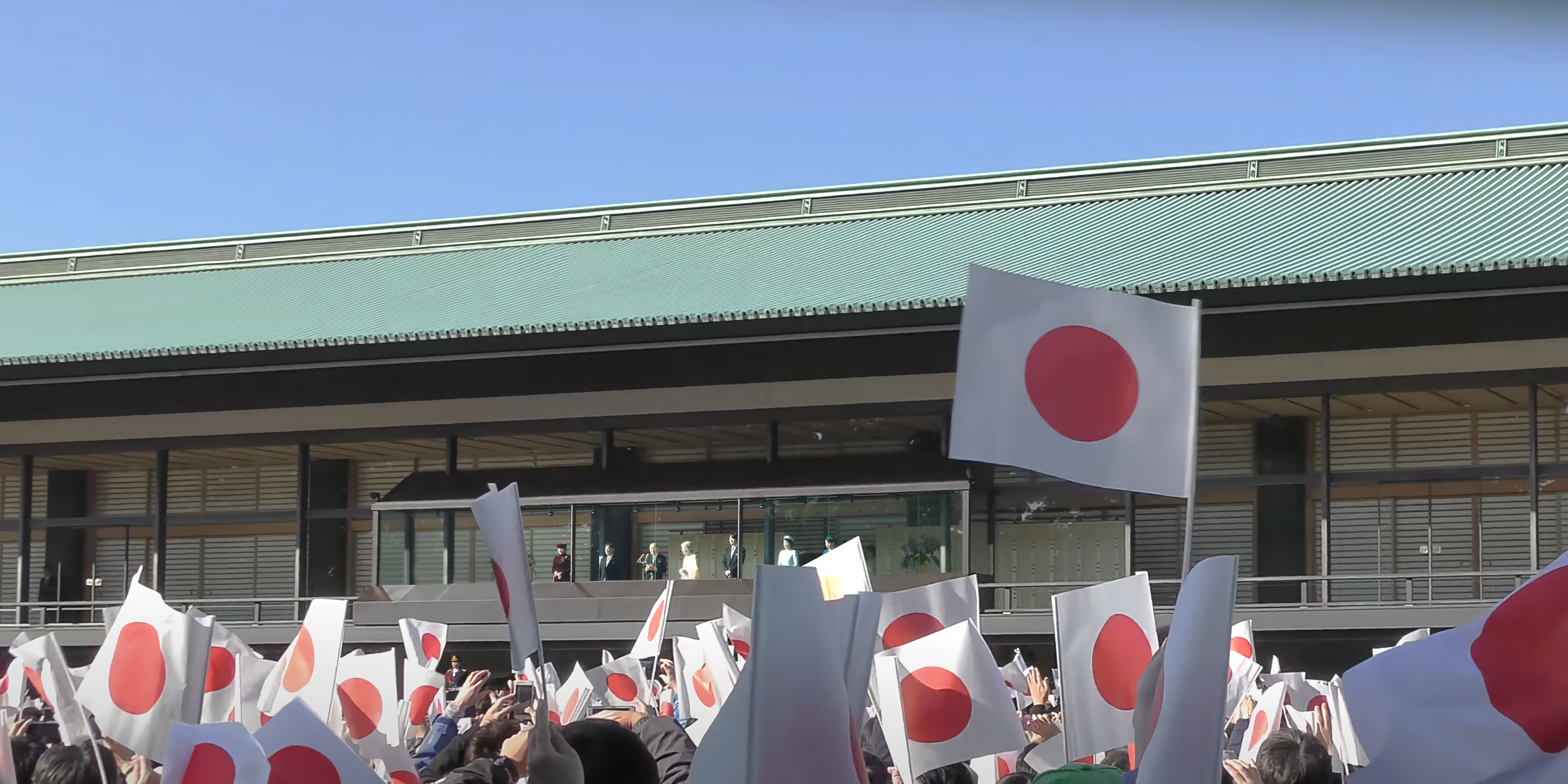
Una multitud con banderas saluda al emperador Akihito en el Palacio Imperial en su cumpleaños.

Aunque el emperador haya sido un símbolo de continuidad con el pasado, el grado de poder ejercido por el emperador de Japón ha variado considerablemente a lo largo de la historia japonesa.

### Origen

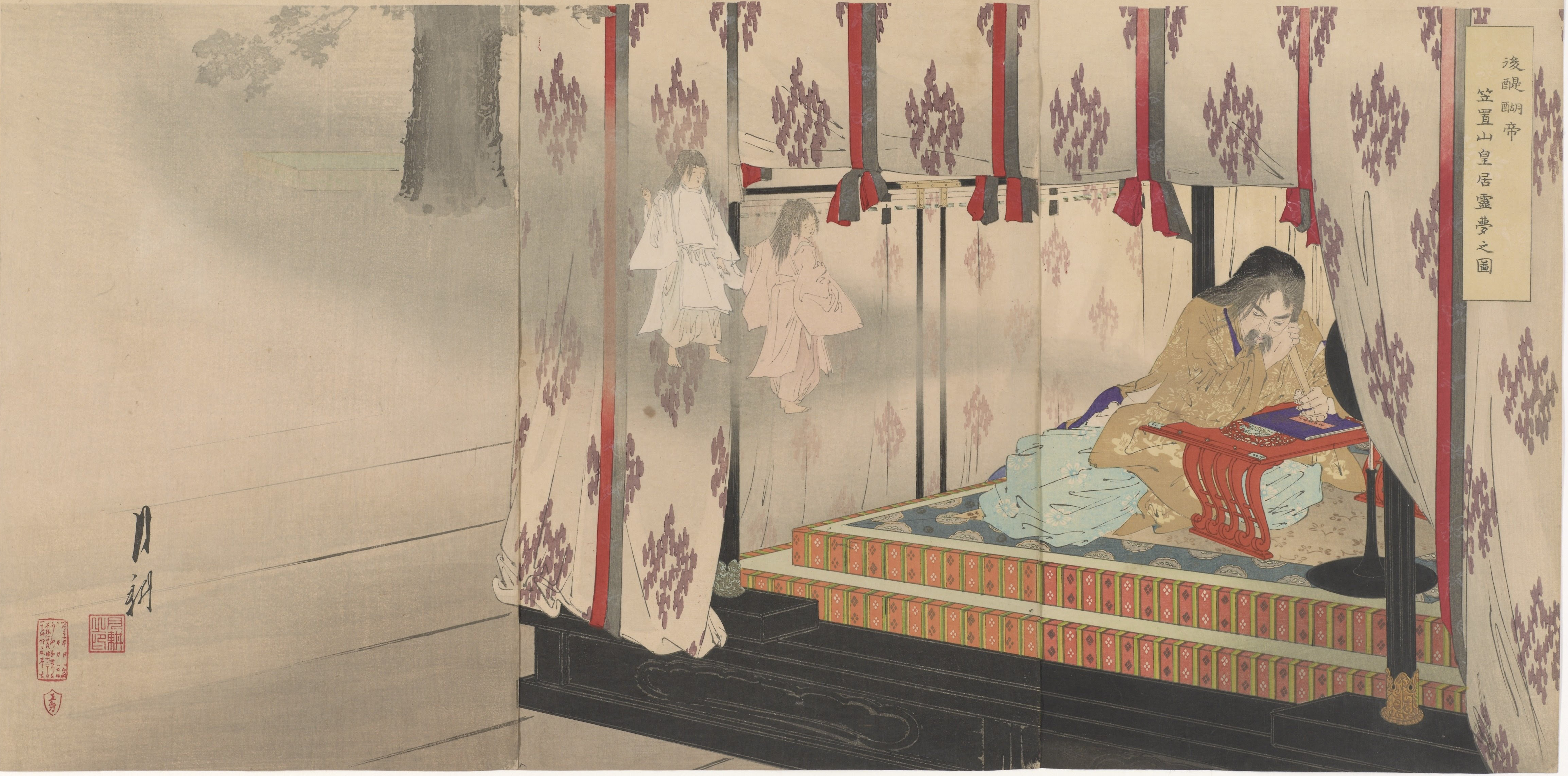
Emperador Go-Daigo

Se considera que los más antiguos emperadores registrados en Kojiki y Nihonshoki, como el emperador Jimmu, no tienen credibilidad histórica. El primer monarca ahora en lista como emperador que es generalmente reconocido por los historiadores como existente históricamente fue el emperador Ojin, pero el tiempo de su reinado es impreciso (presumiblemente fue el siglo IV d. C. tardío y/o en el comienzo del siglo V d. C.). Estos dos libros declaran que la casa imperial mantuvo un linaje continuo, aunque hoy algunos historiadores creen que muchos emperadores antiguos que se decía eran descendientes del emperador Ōjin no tenían una conexión genealógica con su predecesor. Sin embargo, la genealogía que inicia en el siglo V tardío, desde el Emperador Kimmei, puede ser considerada como fiable, lo que quiere decir que la dinastía ha continuado por lo menos unos 1500 años.
Por su parte, el título imperial no fue formalmente establecido como Tenno hasta el siglo VII, tras las Reforma Taika. Previos gobernantes eran llamados Sumera no mikoto u Ō-kimi. El carácter 天皇 (Tenno), basado en el chino 天帝 (Tiandí, de igual significado), fue retroactivamente aplicado a todos los gobernantes de siglos anteriores.
Los emperadores enclaustrados han entrado en conflicto con sus correspondientes emperadores oficiales de vez en cuando. Un ejemplo notable es la rebelión Hogen de 1156, en la que el exemperador Sutoku trató de arrebatar el poder al emperador Go-Shirakawa (en ejercicio). Otros ejemplos, como la rebelión del emperador Go-Toba en 1221 contra el Shogunato Kamakura, o la Restauración Kenmu en 1336 bajo el emperador Go-Daigo, muestran claramente la lucha de poder que ha tenido lugar entre la Casa Imperial y los gobiernos militares en Japón.

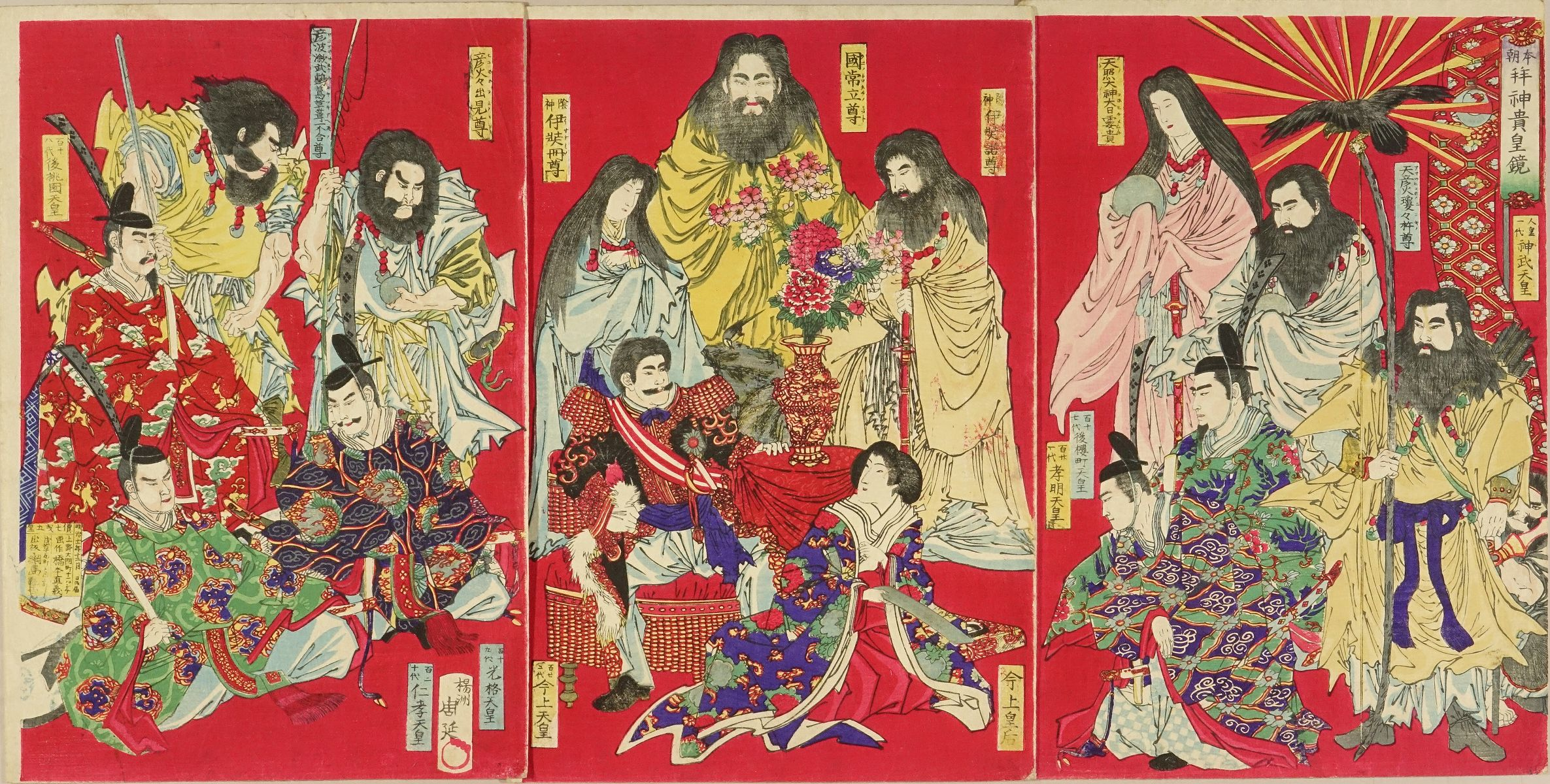
Grabado de Toyohara Chikanobu (1838-1912), hecho en 1878, presenta visualmente el principio central de sintoísmo estatal (1871-1946). Esta variante sintoísta afirmaba y promovía la creencia en la divinidad del emperador, creando un árbol genealógico que se remonta hasta el primer emperador y a las deidades más importantes de la mitología japonesa. Las figuras representadas en estos tres paneles son:
centro, el emperador Meiji (sentado) y su esposa la emperatriz Shōken (sentada a su lado). Los rodean desde arriba (de izquierda a derecha) los kami Izanami, Kuni-no-tokotatchi e Izanagi.
Derecha, los acompañan los kami Amaterasu (cargando los Tesoros Sagrados de Japón), Ninigi (nieto de Amaterasu) y el emperador Jinmu (1º emperador de Japón), junto con el emperador Kōmei (121º emperador de Japón) y la emperatriz Go-Sakuramachi (117º emperador de Japón, dibujado como varón en el grabado).
Izquierda, lo acompañan los kami Hiko-hohodemi y Hikonagisa-takeugaya-fukiaezu así como el emperador Go-Momozono (118º emperador de Japón), el emperador Kōkaku (119º emperador de Japón) y el emperador Ninkō (120º emperador de Japón).

### Asuntos territoriales
No es sino hasta los siglos recientes que Japón incorpora diversas zonas remotas de su territorio actual. El nombre Nippon no se empieza a utilizar sino varios siglos después del inicio del actual línea imperial. Realmente, el Gobierno centralizado comenzó a aparecer poco antes de la época del príncipe Shotoku. El emperador era más bien una venerada encarnación de la armonía divina más que la cabeza de una administración estatal. En Japón siempre ha sido fácil para los señores ambiciosos mantener su poder, dado que dicha posición no era en absoluto contradictoria con la del emperador. El parlamentarismo de hoy recoge esa coexistencia que tenía el emperador con diferentes shogunes, señores de la guerra, regentes, guardianes, etc. Podemos decir que técnicamente es un error traducir como "emperador" el término japonés tennō, que no logra definir de manera exacta su labor, si lo comparamos con el término imperial en el sentido occidental.
Históricamente, los títulos del tennō en japonés nunca incluyeron designaciones territoriales como sí sucedía con los monarcas europeos. La posición del emperador es un fenómeno territorialmente independiente - el emperador es el emperador, incluso aunque tenga seguidores en una sola provincia (como a veces sucedió con las cortes del norte y del sur).

### Shogunes
Desde fines de 1100 a 1867, el poder real estuvo en manos del shōgun, cuya autoridad provenía, en teoría, directamente del emperador. Cuando los exploradores portugueses llegaron por primera vez a Japón (ver “período Nanban”), consideraron la relación entre el emperador y los shogunes como la del papa (de raigambre divina, pero con poco poder político) y el rey (terrenal, pero con un amplio poder político), aunque esto es en cierto punto inexacto, ya que, como el emperador, los papas han manejado distintos grados de poder a lo largo de la historia.

### La Restauración Meiji

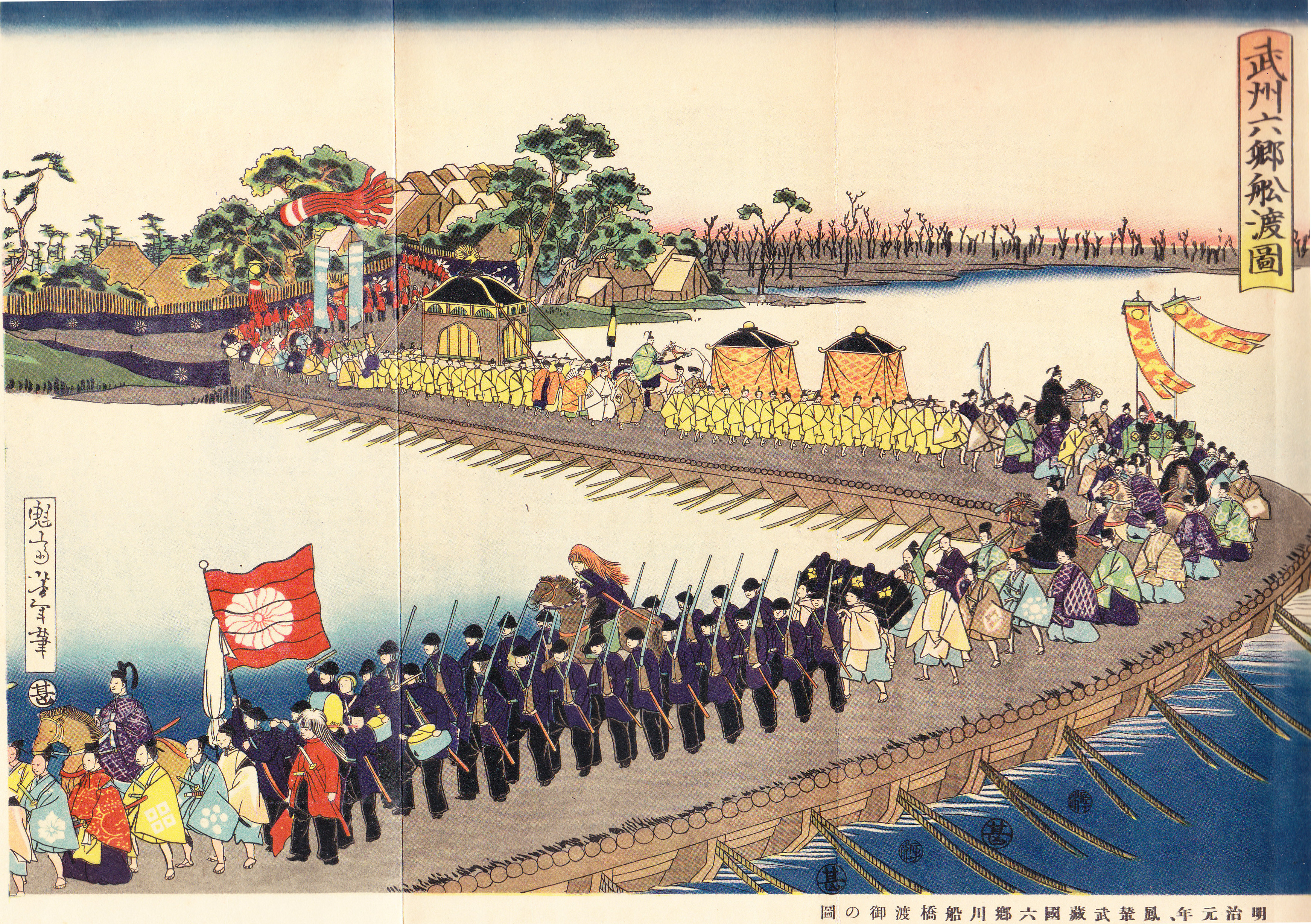
La primera llegada del emperador Meiji a Edo (1868)

La Restauración Meiji fue, de hecho, una especie de revolución, con los dominios de Satsuma y Choshu uniéndose para derribar al Shogunado Tokugawa. El padre del emperador Meiji, el emperador Komei, comenzó a hacer valer su poder político luego que las naves del comodoro Matthew Perry visitan Edo. Para principios de 1860, la relación entre la Corte Imperial y el shogunado había cambiado drásticamente. Irónicamente, Komei levantó la voz contra el shogunado dado que él y otros nobles estaban molestos ante la ineficacia del Shogunado en expulsar a los intrusos bárbaros. Dominios insatisfechos y rōnin comenzaron a reunirse bajo el lema “sonno, joi,” o “respeta al emperador, expulsa a los bárbaros.” Satsuma y Choshu usaron este alboroto para moverse contra el enemigo histórico, y obtuvieron una importante victoria militar en las afueras de Kioto contra las fuerzas Tokugawa. En 1868 se declara la “restauración” imperial, y el shogunado fue despojado de sus poderes. En los próximos años se verá un significativo desorden y descontento, además de esporádicas rebeliones.
Sin embargo, los modernistas de la élite japonesa se dieron cuenta de que los llamados al joi eran surrealistas. Si los extranjeros no podían ser expulsados, concluyeron que Japón debía volverse una nación fuerte y moderna para evitar el destino y las humillaciones que sufrían las otras naciones orientales. Otros tenían el propósito de expandir el territorio japonés más allá de las fronteras para la gloria del emperador, y muchos fueron atraídos por los ideales de la Iluminación occidentales. Mediante la constitución de 1889, el emperador de Japón transfirió gran parte de sus antiguos poderes como monarca absoluto a los representantes del pueblo, pero permaneció como cabeza del imperio. Aunque inspirada en las constituciones de Europa, la nueva Constitución Meiji no fue tan democrática como muchos esperaban. Al emperador se le dieron amplios y vagos “poderes reservados” que a su turno eran explotados por el primer ministro y por varios camarillas alrededor del emperador. Para 1930 el gabinete japonés estaba mayoritariamente compuesto por líderes militares seudofascistas que usaron al emperador y su supuesta divinidad como un punto de partida ultranacionalista para la expansión del imperio. Cuando estalló la II Guerra Mundial, el emperador era el símbolo por el cual los soldados peleaban y morían. El mismo emperador estaba fuera de la vista, sin embargo, y su rol durante este período es discutido. La concepción tradicional posterior a la Segunda Guerra Mundial sostiene que estaba dominado por el ejército, aunque la documentación publicada desde 1989 apunta a una participación más activa del emperador en la política bélica. Aún hay controversia sobre el rol que jugó Hirohito en el comando de las fuerzas japonesas durante la segunda guerra sino-japonesa y la guerra del Pacífico.

### Papel o función actual
El papel del emperador es definido en el capítulo I de la Constitución de Japón de 1947:
- El artículo 1.º define al emperador como el símbolo del Estado y de la unidad del pueblo.
- El artículo 3.º requiere la aprobación del Gabinete para todos los actos del emperador en materia de Estado.
- El artículo 4.º establece específicamente que el emperador no debe tener poderes relacionados con el gobierno.
- El artículo 6.º da al emperador el poder para nombrar al primer ministro y al juez jefe de la Suprema Corte, luego de la ratificación de la Dieta y del Gabinete respectivamente.
- El artículo 7.º da al emperador el poder para tomar así varias funciones ministeriales típicas de un jefe de Estado, sujeto al aviso y aprobación del Gabinete.

A diferencia de otros monarcas constitucionales, el emperador del Japón no tiene poderes reservados.
Aunque el emperador actualmente lleva a cabo muchos de los roles de un soberano ceremonial como jefe de Estado, ha habido una persistente controversia sobre si el emperador es de hecho un verdadero monarca en un sentido político o meramente un pretendiente, ostentando dicho cargo en una república constitucional parlamentaria. En una monarquía tradicional, el poder político deviene de la soberanía monárquica, cuya prerrogativa real es luego ejercida al capricho de los legisladores electos, de la forma establecida en la convención constitucional. Sin embargo, si no hay prerrogativa real, entonces la soberanía debe descansar en el pueblo, tal como lo establece el artículo 1.º de la Constitución de Japón. Por lo tanto, el emperador es simplemente un actor político dentro de un gobierno que realmente no adhiere al sistema de Westminster donde la posición de “jefe de Estado” requiere de una persona con soberanía o con mandato popular para asumir tal oficio. Los esfuerzos en los años 1950 de los políticos conservadores en enmendar la constitución para nombrar explícitamente al emperador como jefe de Estado fueron rechazados. A pesar de todo, el emperador lleva a cabo todas las funciones diplomáticas asociadas normalmente al jefe de Estado y así es reconocido por los poderes extranjeros.

### Tratamiento y nombre
El tratamiento de los emperadores de Japón es a menudo problemático, debido a las diferencias lingüísticas y culturales entre Japón y el mundo occidental. Mientras los japoneses llaman “{nombre} tennō” (para los anteriores) o Kinjou Heika (今上陛下) para el actual, los académicos hispano y angloparlantes han usado distintas variantes, como “emperador {nombre}” y, menos comúnmente, “{nombre} tennō”. Lo que a menudo no es comprendido, sin embargo, es que los emperadores son llamados póstumamente “{nombre} tennō”, y así la palabra tennō, o “emperador”, forma parte de su propio nombre. Esto es particularmente malentendido desde el Emperador Meiji en adelante, dado que el nombre póstumo que se da a los emperadores ahora es el mismo que el de la época que ellos presidieron, mientras que antes el reinado de un emperador podía contener una sucesión de eras. Términos tales como “Emperador Meiji” deben ser entendidos en inglés como “el emperador del período Meiji”, que no es siempre lo que se entiende en japonés.
En español, el término mikado (御門 o 帝 o みかど), que significa “la Puerta”, se usaba antiguamente para referirse al emperador del Japón; este uso ahora es obsoleto. En japonés, los emperadores de Japón, no así los de los otros países, son conocidos como tennō (天皇). Literalmente, la palabra tennō combina los caracteres de “gobernante” y “cielo”, pero este no es un signo de divinidad; el uso de ten (天, “cielo”) en la palabra japonesa fue una adopción del concepto chino de Enviado del Cielo, que implica que un emperador ha sido designado por los cielos para equilibrar los asuntos políticos y religiosos en sus dominios.
Hay dos palabras en japonés equivalente a la palabra hispana “emperador”: tennō (天皇) es usada específicamente para describir al emperador del Japón, kōtei (皇帝, el título usado por el emperador chino) es usado para describir a los emperadores extranjeros. Sumeramikoto (literalmente “gobernante celestial sobre las nubes”) fue también usado en el japonés antiguo.
Tradicionalmente, los japoneses consideran de mala educación el llamar a un noble por su nombre propio. Esta costumbre está en retirada, pero aún es observada ante la familia imperial. Tennō se agrega de forma póstuma (como prefijo), pero no al emperador reinante. Al contrario, los emperadores pasados son llamado por sus nombres póstumos, tales como el Emperador Jimmu, Emperador Kammu, Emperador Meiji. Desde la Era Meiji, los nombres de era son también usados como nombres póstumos. El emperador reinante es casi siempre referido como Tennō Heika (天皇陛下, que literalmente significa “Su Majestad el Emperador”) o de forma más solemne como Kinjō Heika (今上陛下). Por otra parte, en lenguaje coloquial siempre se le refiere como Heika, Okami o To-gin san (To-gin es sinónimo de Kinjō). El emperador actual no es llamado por el nombre de la era, el que se el egregará luego como nombre póstumo.
Hoy en día esta costumbre es menos considerada. En español, los recientes emperadores han sido llamados por sus nombres personales, de acuerdo con los usos occidentales. Como bien se explicó, en japonés esto suena ofensivo y, en cierto modo, blasfemo.
Por ejemplo, el emperador que reinó hasta 1989 era usualmente llamado Hirohito en español, pero luego de su muerte fue rebautizado como Shōwa Tennō y es llamado de esa forma en japonés. Sin embargo, durante su reinado, nunca se le llamó Hirohito o Shōwa Tennō en japonés. Más bien, se hacía referencia a él simplemente como Tennō Heika (que significa “Su Majestad el Emperador”).
En el caso de las abdicaciones imperiales, el exemperador toma el título de Daijō Tennō o Jōkō (emperador emérito, según la definición oficial de la Agencia para la Casa Imperial), quien mantiene el tratamiento de Majestad Imperial junto a su consorte. En el caso de los nombres de eras, se termina la era del emperador abdicante y se inicia el del emperador en ejercicio, en el caso de Akihito, la era Heisei terminó a la medianoche del 1 de mayo de 2019 y dio paso a la actual era, Reiwa, bajo la cual gobierna su hijo, el actual emperador Naruhito.

### Origen del título
El gobernante de Japón era conocido como ヤマト大王/大君 (yamato ōkimi, Gran Rey de Yamato), 倭王/倭国王 (waō/wakokuō, Rey de Wa, usado externamente), o 治天下大王 (amenoshita shiroshimesu ōkimi o sumera no mikoto, Gran Rey que gobierna todo bajo el cielo, de uso interno) en las fuentes chinas y japonesas anterior al siglo VII. El uso más antiguo documentado de la palabra tennō es en una tablilla de madera, o mokkan, que fue desenterrada en Asuka-mura en la prefectura de Nara en 1998 y fechada en la era del Emperador Tenji y la Emperatriz Jitō. La introducción del término se dio en medio del proceso de Sinización de Japón, y es considerado por muchos como un intento de los gobernantes japoneses de igualarse con los Emperadores Chinos. Notablemente, Tianhuang (天皇), el equivalente chino de tennō, estaba entre los títulos adoptados por Emperador Gaozong de la China Tang del mismo período, a pesar de que no se sabe si los dos surgieron independientemente o si uno fue influenciado por el otro.

### Tradiciones matrimoniales

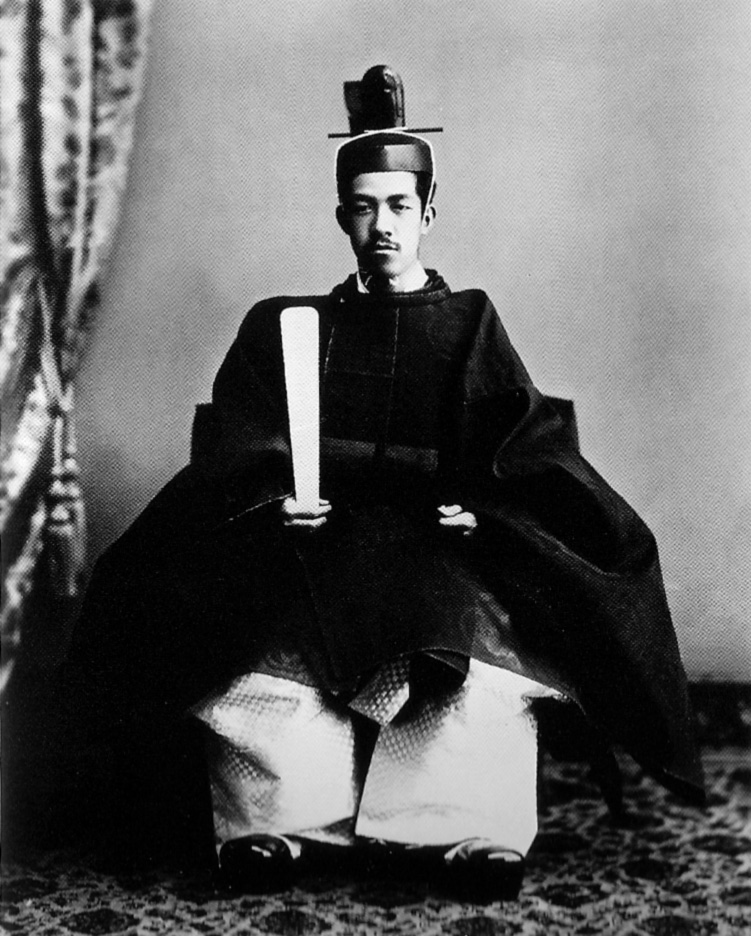
Emperador Taishō.

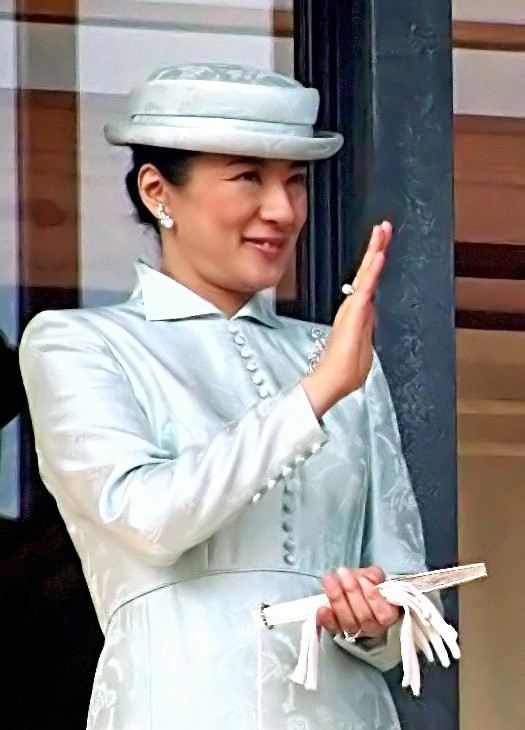
La actual emperatriz Masako

A lo largo de la historia, contrariamente a cualquier suerte de práctica de harén, en que no se reconoce una esposa jefa y solo manteniendo un surtido de mujeres mueble, los emperadores japoneses y los nobles solían nombrar una esposa jefa.
La dinastía imperial practicó de forma consistente la poliginia oficial, una práctica que solo terminó en el período Taisho (1912-1926). Además de la emperatriz, el emperador podía tomar, y casi siempre tomaba, varias consortes secundarias (“concubinas”) de distintos grados jerárquicos. Los otros dinastas (shinno) también podían tener concubinas. Luego de un decreto del Emperador Ichijō, algunos emperadores tuvieron incluso dos emperatrices simultáneamente (kogo y chugu son los dos títulos separados en esta situación). Con el auxilio de esta poligamia, el clan imperial fue capaz de producir una mayor descendencia. (Los hijos de consortes secundarias eran usualmente reconocidos como príncipes imperiales, y podían ser reconocidos como herederos al trono si la emperatriz no daba a luz un heredero.)
De las ocho mujeres tennō (emperatriz reinante) de Japón, ninguna se casó ni dio a luz luego de ascender al trono. Algunas de ellas, siendo viudas, habían tenido hijos antes de su reinado.
En la sucesión, los hijos de la emperatriz eran preferidos a los de las consortes secundarias. Así, era significativo qué familias tenían oportunidades preferenciales de proveer esposas jefe a los príncipes imperiales, esto es, dar futuras emperatrices.
Aparentemente la más antigua tradición de matrimonios oficiales en la dinastía imperial eran aquellos entre miembros de la dinastía, incluso entre medios hermanos o entre tío y sobrina. Dichos matrimonios eran arreglados para preservar mejor la sangre imperial o estaban destinados a producir hijos como modo de reconciliación entre dos ramas de una dinastía. Las hijas de las consortes permanecían como concubinas, hasta que el emperador Shōmu —en lo que se reportó como la primera elevación de este tipo— ascendió a su consorte Fujiwara a esposa jefa.
Los monarcas japoneses han sido, así como muchos otros en otras partes, dependientes de las alianzas con jefes poderosos y con otros monarcas. Muchas de dichas alianzas eran selladas con matrimonios. La específica característica en Japón era el hecho que esos matrimonios pronto se incorporaron como elementos de tradición que controlaban los matrimonios de las generaciones venideras, aunque la alianza original haya perdido su significado real. Un patrón repetido ha sido un yerno imperial bajo la influencia de su poderoso suegro no imperial.
Desde los siglos VII y VIII, los emperadores solían tomar a las mujeres del Clan Fujiwara como sus más altas esposas – las más probables madres de los futuros monarcas. Esto era encubierto como una tradición matrimonial entre los herederos de dos kamis, dioses Shinto: los descendientes de Amaterasu con los descendientes de la familia kami de los Fujiwara. (Originalmente, los Fujiwara eran descendientes de una nobleza relativamente menor, así su kami es difícilmente reconocible en la mitología japonesa.) El producir niños imperiales, herederos de una nación, descendiente por ambas ramas de dos kamis, era considerado deseable – o al menos así parecía a los Señores Fujiwara, que así recibían preferencia en el mercado de los matrimonios imperiales. La realidad tras esos matrimonios era la alianza entre un príncipe imperial y un Señor Fujiwara, su suegro o abuelo, este último con sus recursos apoyando el ascenso del príncipe al trono y más a menudo controlando el gobierno. Estos arreglos crearon la tradición de los regentes (Sessho y Kampaku), cuyo puesto podía ser utilizado solo por un señor sekke Fujiwara.
Anteriormente los emperadores se casaban con mujeres de familias del clan gobernante Soga, y con mujeres de la misma familia imperial, ya sea con primas en variados grados y a menudo con sus hermanas (medias hermanas). Muchos miembros de la familia imperial de los siglos VI y VII eran hijos de parejas de medios hermanos. Estos matrimonios usualmente eran aparatos de alianza o sucesión: los señores Soga se aseguraban de mantener dominado a un príncipe, para ser puesto como títere en el trono; o un príncipe se aseguraba la combinación de dos descendientes imperiales, para fortalecer su propia pretensión al trono y la de sus hijos. Estos matrimonios también eran una manera de sellar una reconciliación entre dos ramas de la familia imperial.
Luego de un par de siglos, los emperadores ya no pudieron desposar a ninguna mujer fuera de esas familias como primera esposa, sin importar el poder o la riqueza que ese matrimonio pudiese traer. Rara vez un príncipe sin una madre proveniente de estas familias era autorizado para ascender al trono. La primitiva necesidad y conveniencia dieron paso a una estricta tradición que no hacía sino dar a determinadas mujeres el carácter de posibles novias, porque estas familias habían producido posibles esposas por siglos. La tradición se hizo más fuerte que la misma ley.
Las mujeres Fujiwara eran a menudo emperatrices, y las concubinas provenían de familias nobles menos importantes. En el último milenio, los hijos de un varón de la familia imperial con una mujer Fujiwara eran preferidos en la sucesión.
Las cinco familias Fujiwara, Ichijo, Kuji, Nijo, Konoe y Takatsukasa, fueron la fuente principal de novias imperiales desde los siglos VIII a XIX, incluso más comúnmente que las mismas hijas del clan imperial. Así, las mujeres Fujiwara, por lo común eran las emperatrices y madres de los emperadores.
La fuente aceptable de esposas imperiales, novias para el emperador y el príncipe heredero, fueron incluso reglamentadas en las leyes de la casa imperiales durante la era Meiji (1889), que establecían que las hijas de Sekke (las cinco ramas principales de la familia Fujiwara) y las hijas del mismo clan imperial eran primariamente novias aceptables.
Luego de que esa ley fue abolida a consecuencia de la Segunda Guerra Mundial y el cambio en la constitución de Japón en 1947, el anterior emperador Akihito fue el primer príncipe heredero en más de mil años en tener una emperatriz no elegida del círculo aceptable, actuación seguida por el actual emperador Naruhito.

### Sucesión

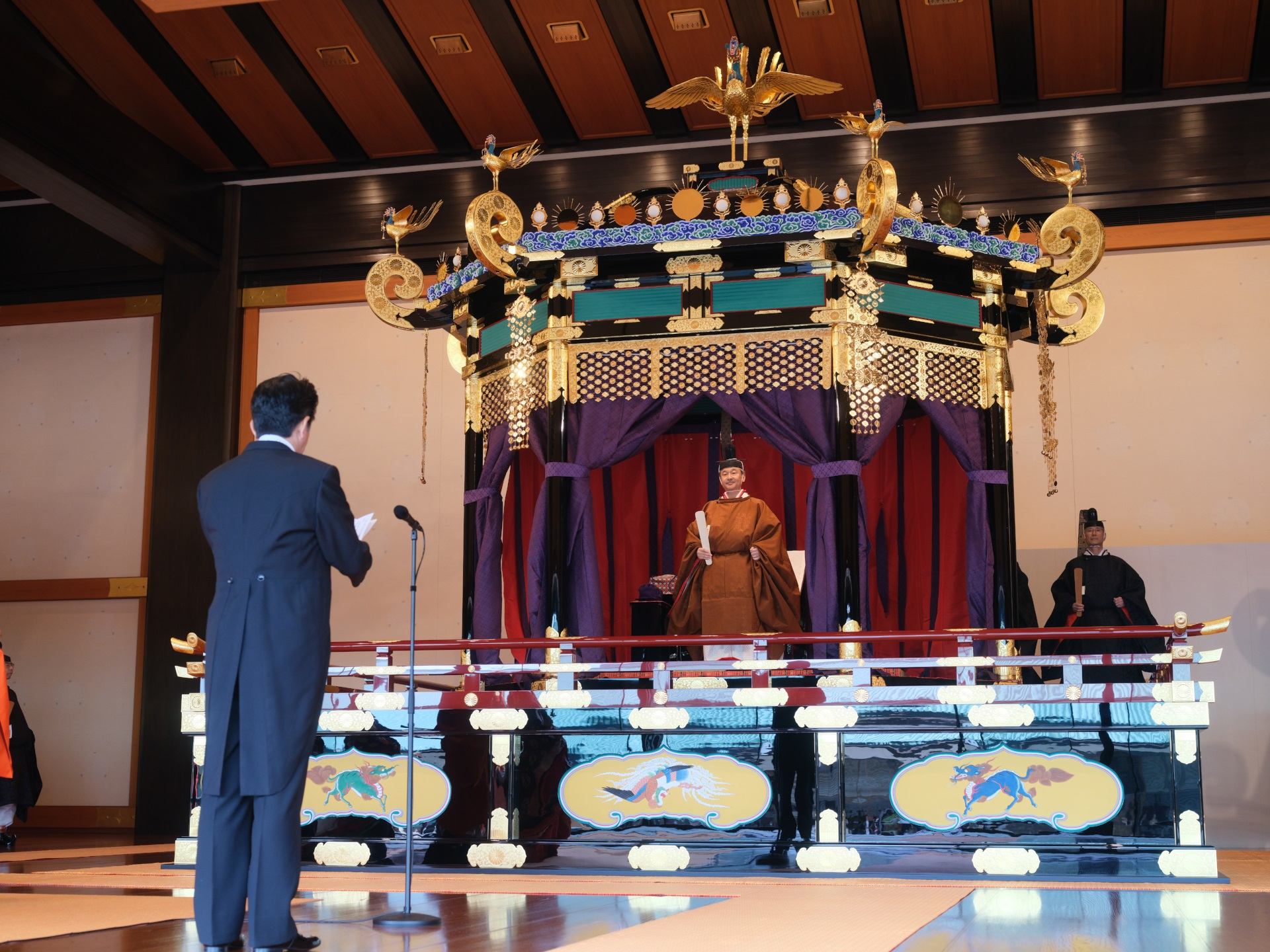
Ceremonia de entronización del emperador Naruhito con el primer ministro Shinzo Abe (22 de octubre de 2019)

La dinastía imperial japonesa basa su posición en el hecho de que ha reinado “desde tiempos inmemoriales”. Es cierto que sus orígenes están escondidos tras las nieblas del tiempo: no hay pruebas que muestren la existencia de cualquier emperador que no haya sido descendiente de su predecesor, hasta los más tempranos emperadores. Un antiguo ancestro de la dinastía, el Emperador Keitai (aparecido en los años 500 d. C.), a pesar de que se sospecha no era descendiente de su predecesor, la tradición lo coloca como un pariente lejano de sus antecesores. De acuerdo a los registros, la familia que él inició en el trono, desciendo al menos de una, o probablemente de varias princesas imperiales de la dinastía inmediatamente anterior. La tradición erigida por estas leyendas ha elegido reconocer solo al ancestro masculino putativo para legitimar su sucesión, sin dar importancia al peso de los lazos por parte de las princesas. Hace milenios, la familia imperial japonesa creó su propio y particular sistema de sucesión hereditaria. Este es no basado en la primogenitura, más o menos patrilineal, basado mayoritariamente en rotación. Hoy, Japón usa un estricto sistema de primogenitura patrilineal – en otras palabras, Ley Sálica pura. Esta fue adoptada según el modelo prusiano, por el que Japón fue fuertemente influenciado en la década de 1870.
La primogenitura patrilineal estricta es, no obstante, directamente contradictoria con muchas antiguas tradiciones japonesas sobre la sucesión imperial.
Los principios controladores y su interacción eran aparentemente bastante complejos y sofisticados, llevando incluso a resultados idiosincrásicos. Algunos principios básicos de la sucesión parecen ser:
-	Las mujeres podían suceder (pero existían niños que no les eran propios y cuyo padre tampoco era patrilineal de la casa imperial, así no hay precedente de que un hijo de una mujer imperial con un hombre no imperial fuera autorizado para suceder, así como tampoco lo hay prohibiéndolo a los hijos de las emperatrices). Sin embargo, la accesión femenina era claramente mucho más rara que la de los hombres.
-	La adopción era posible y una forma muy utilizada para incrementar el número de herederos capaces de suceder (sin embargo, el niño adoptado debe ser hijo de otro miembro patrilineal de la casa imperial.
-	La abdicación era común, y de hecho se dio mucho más que la muerte en el trono. En aquellos días, el principal papel del emperador era ser una especie de sacerdote (o dios), que contenía muchísimos y repetitivos rituales, que se juzgaba que, tras un servicio de alrededor de diez años, el susodicho merecía un retiro digno como un honorable exemperador.
-	La primogenitura no era usada – al contrario, en la época temprana, la casa imperial practicó un sistema parecido a la rotación. Muy a menudo un hermano (o hermana) sucedía al más viejo incluso en caso de que su predecesor dejara descendencia. El “turno” de la siguiente generación venía luego de varios individuos de la generación anterior. La rotación era común entre dos o más ramas de la casa imperial, así primos más o menos distantes se sucedían entre ellos. El Emperador Go-Saga incluso decretó la alternación entre los herederos de sus dos hijos, cuyo sistema continuó por un par de siglos (llevando a una lucha inducida por los shogunes entre dos ramas, los emperadores “del norte” y “del sur”). Hacia el fin de esto, los alternantes eran primos muy lejanos contados en grados de descendencia masculina (pero siempre hubo matrimonios entre miembros de la casa imperial, así que la relación sería más cercana si se contasen los grados femeninos). Durante los últimos 500 años, sin embargo, debido probablemente a la influencia del confucianismo, la sucesión por parte de los hijos –no siempre, aunque más comúnmente, el hijo de más edad que sobrevivía al emperador- ha sido la norma.
Históricamente, la sucesión al Trono del Crisantemo japonés ha pasado siempre por línea masculina el linaje imperial. Generalmente han sido hombres, aunque de los más de cien monarcas masculinos ha habido seis mujeres como emperatrices en ocho ocasiones.
Hace unos mil años, comenzó la tradición de que el emperador debe ascender al poder relativamente joven. Un dinasta que ha pasado la infancia se considera apta y lo suficientemente crecido. El alcanzar la edad de mayoría legal no era un requisito. Así, una multitud de emperadores han ascendido desde pequeños, jovencitos de 6 a 8 años de edad. Las labores ceremoniales eran juzgadas posibles de ser realizadas por un niño. Un reino de alrededor de diez años era reputado un servicio suficiente. Ser un niño aparentemente era un buen atributo, para soportar deberes tediosos y para tolerar la subyugación de los poderes políticos, así como a veces para esconder a los verdaderos miembros poderosos de la dinastía imperial. Casi todas las emperatrices japonesas y docenas de emperadores abdicaron, y vivieron el resto de sus vidas en el retiro, y/o ejerciendo influencia tras los velos. Muchos emperadores abdicaron y pasaron a su retiro cuando aún eran adolescentes. Estas tradiciones se aprecian en el folclore, teatro y literatura japoneses, así como en otras formas de arte, donde el emperador es usualmente descrito o representado como un adolescente.
Antes de la Restauración Meiji, Japón tuvo ocho tennō, o emperatrices reinantes, todas hijas por línea de padre de la Casa Imperial. Ninguna de ellas ascendió como esposa o viuda de un emperador. Las hijas y nietas imperiales, sin embargo, usualmente ascendían al trono como una suerte de “medida de intervalo” – si un hombre apto no estaba disponible o algunas ramas imperiales estaban en conflicto, por lo que se necesitaba un compromiso. Casi todas las emperatrices japonesas y docenas de emperadores abdicaron – muchas emperatrices una vez que un menor apto alcanzaba la edad de ascender. Tres emperatrices, la emperatriz Suiko, la emperatriz Kōgyoku (también llamada emperatriz Saimei) y la emperatriz Jitō, eran viudas de emperadores fallecidos y princesas de sangre imperial por derecho propio. Una, la emperatriz Genmei, era la viuda de un príncipe de la corona y princesa de sangre imperial. Las otras cuatro, la emperatriz Genshō, la emperatriz Kōken (también llamada emperatriz Shōtoku), la emperatriz Meishō y la emperatriz Go-Sakuramachi, eran hijas solteras de emperadores anteriores. Ninguna de estas emperatrices se casaron o tuvieron hijos luego de ascender al trono.
El artículo 2.º de la Constitución Meiji de 1889 (la Constitución del Imperio del Japón) estatuía, “El Trono Imperial debe ser sucedido por los descendientes imperiales varones, de acuerdo con las providencias de la ley de la casa imperial.” La ley de la casa imperial de 1889 fijó la sucesión en los descendientes varones de la línea imperial, y excluyó específicamente a las mujeres descendientes de la sucesión. En el evento que no hubiese varones en la línea principal, el trono pasaría a la línea colateral más cercana, nuevamente en línea masculina. Si la emperatriz no fuese capaz de dar a luz a un heredero, el emperador podía tomar una concubina, y el hijo que ella tuviera sería reconocido como heredero al trono. Esta ley, promulgada el mismo día que la Constitución Meiji, gozaba de igual estatus con aquella.
El artículo 2.º de la Constitución de Japón, promulgada en 1947 bajo la influencia de la ocupación estadounidense y aún con fuerza, provee que “El Trono Imperial será dinástico y sucedido de acuerdo con la ley de la casa imperial aprobada por la Dieta.” La ley de la casa imperial de 16 de enero de 1947, promulgada por la 92.ª sesión de la Dieta imperial, retuvo la exclusión de las dinastas mujeres contenida en la ley de 1889. El gobierno del primer ministro Yoshida Shigeru remendó rápidamente la legislación para dar a la ley de la casa imperial concordancia con la Constitución de Japón escrita por los estadounidenses, que entró en efecto en mayo de 1947. En un esfuerzo por controlar el tamaño de la familia imperial, la ley establece que solo los legítimos descendientes varones en la línea de sucesión masculina pueden ser dinastas; que los príncipes y princesas imperiales pierden su estatus de miembros de la familia imperial si se casan fuera de ésta; y que el emperador y otros miembros de la familia imperial no pueden adoptar hijos. También evitó que otras ramas que no descendiesen de Taisho accedieran a ser príncipes imperiales.

### Estado actual

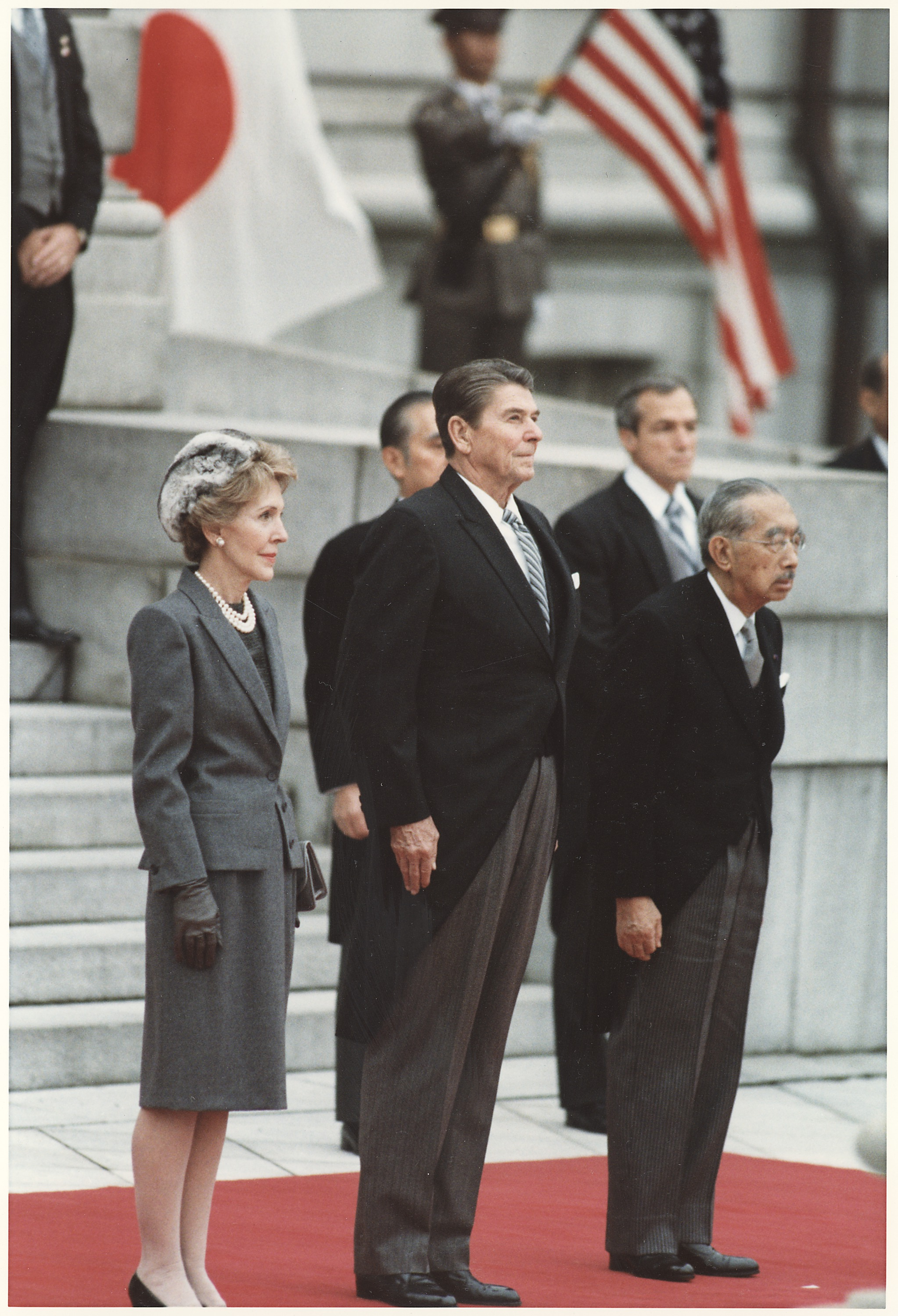
Los Reagan y el Emperador Hirohito en Tokio, 1983.

La Sucesión se regula por las leyes promulgadas por la Dieta de Japón. La ley actual excluye a las mujeres de la sucesión, si bien muy ocasionalmente las mujeres ocuparon el trono en siglos precedentes. Un cambio a esta ley ha sido considerado desde 2005 dado que el actual Emperador Naruhito es padre solo de una niña. Esto crea un desafío tanto logístico como político: cualquier cambio en la ley puede significar una revisión para establecer la sucesión en el primogénito más que en el primer varón; no obstante, el actual emperador no es el primogénito, sino que tiene hermanas mayores.
Hay una potencial crisis sucesoria dado que no han nacido niños varones en la familia imperial desde el Príncipe Akishino en 1965. Luego del nacimiento de la Princesa Aiko, ha habido cierto debate público sobre la enmienda a la Ley de la Casa Imperial para permitir a las mujeres suceder en el trono. En enero de 2005, el primer ministro Jun'ichirō Koizumi designó a un panel especial compuesto de magistrados, catedráticos e intelectuales en orden a estudiar cambios en la Ley de la Casa Imperial y para hacer recomendaciones al gobierno.
El panel referido recomendó el 25 de octubre de 2005 enmendar la ley para permitir a las mujeres de la descendencia masculina ascender al trono japonés. El 20 de enero de 2006, el primer ministro Jun'ichirō Koizumi dedicó parte de su cuenta anual a la controversia, plegándose a la idea de convocar a un plebiscito para permitir a las mujeres ascender al trono para asegurar que la sucesión continúe de manera estable. Sin embargo, poco después del anuncio de que la princesa Kiko estaba embarazada por tercera vez, Koizumi suspendió estos planes. El 6 de septiembre de 2006, la esposa del Príncipe Fumihito dio a luz a un varón, el Príncipe Hisahito, y que es el segundo en la línea de sucesión, luego de su padre, a partir del 1 de mayo de 2019

### Funciones
El emperador es símbolo del Estado japonés y de unidad colectiva, el trono imperial es dinástico, y la sucesión de acuerdo con la Ley de la Casa Imperial debe ser aprobada por la Dieta; tiene funciones de consejo y aprobación en cuestiones de Estado y el gabinete es responsable ante él, delega el cumplimiento de sus actos en cuestiones de Estado tal como sea previsto por ley, lleva adelante solamente los actos en cuestiones de Estado y no tiene poderes relativos al Gobierno, asimismo, la Casa Imperial no debe recibir nada sin permiso previo de la Dieta, toda propiedad de la misma corresponde al Estado y los gastos son determinados por la Dieta.